# Luise Adolpha Le Beau

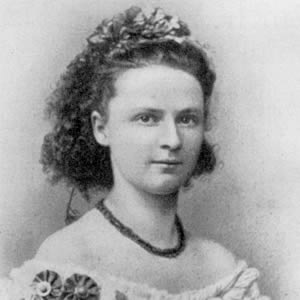
Luise Adolpha Le Beau, Photographie aus dem Jahr 1872

Luise Caroline Marie Henriette Adolpha Le Beau (* 25. April 1850 in Rastatt; † 17. Juli 1927 in Baden-Baden) war eine deutsche Pianistin und Komponistin.

## Leben

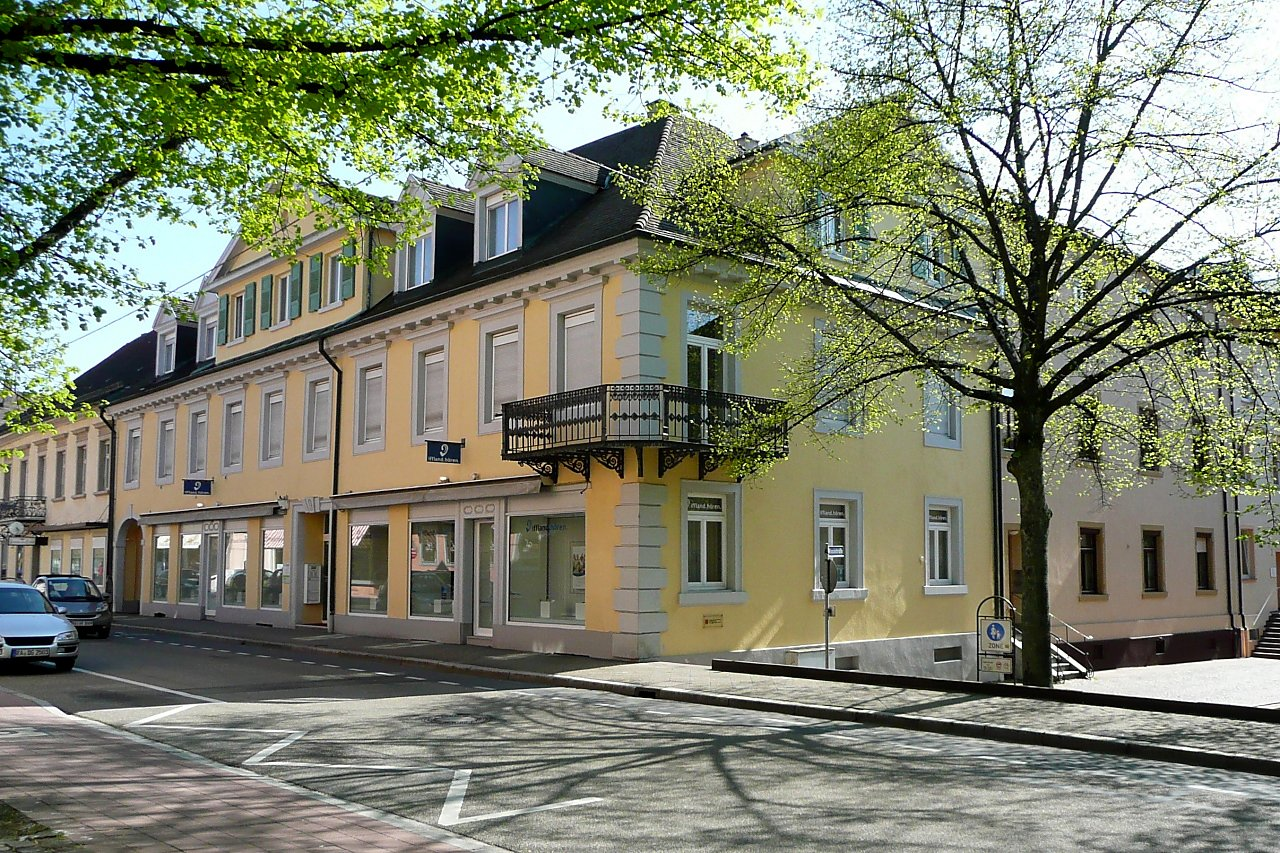
Geburtshaus von Luise Adolpha Le Beau, Herrenstraße 9 in Rastatt

Luise Adolpha wurde in der Herrenstraße 9 in Rastatt, damals Teil des Großherzogtums Baden, als einzige Tochter des Offiziers Wilhelm Le Beau und seiner Frau Karoline, geb. Barack, geboren. Nach dem Ausscheiden des Vaters als Generalmajor beim Badischen Heer begannen beide Eltern im Jahre 1856 der Tochter Allgemeinunterricht zu erteilen. Vom Vater, der ebenfalls musisch begabt war und komponierte, erhielt Luise ab dem fünften Lebensjahr Klavierunterricht. Ihre Allgemeinbildung schloss sie mit einem Examen an einem privaten Mädcheninstitut mit 16 Jahren ab und widmete sich fortan der Musik.
Nach ihrer Konfirmation Ostern 1865 nahm sie 1866 Klavierunterricht bei dem Hofkapellmeister Wilhelm Kalliwoda in Karlsruhe. Zudem nahm sie bei Anton Haizinger Gesangsstunden. Bereits ein Jahr später debütierte sie als Pianistin und spielte im Jahr 1868 das 5. Klavier-Konzert von Beethoven sowie das g-Moll-Konzert von Felix Mendelssohn Bartholdy in Karlsruhe. 1870 machte sie die Bekanntschaft von Franz Lachner und Anton Rubinstein. Im Jahre 1873 bewarb sie sich auf Empfehlung Hermann Levis um Klavierunterricht bei Clara Schumann in Baden-Baden, die sie einen Sommer lang unterrichtete. Ein Konzertengagement im Februar 1874 führte Luise durch fünf Städte der Niederlande. Die Tournee begann in Utrecht, darauf folgten Arnheim, Rotterdam, Den Haag und schließlich Amsterdam.
Zwischenzeitlich war die Familie Le Beau nach München umgezogen, da Le Beau ein Empfehlungsschreiben vom Pianisten und Dirigenten Hans von Bülow an Franziska Rheinberger hatte, um bei Josef Gabriel Rheinberger als Schülerin angenommen zu werden. Ihr Lehrer für Kontrapunkt, Harmonie- und Formenlehre wurde Ernst Melchior Sachs (1843–1917). Zudem ging sie mit Franz Lachner viele ihrer Werke durch. 1876 nahm Joseph Rheinberger sie als Privatschülerin an, nachdem sie ihm ihre Violinsonate op. 10 vorgestellt hatte. Eine Konzerttournee mit der Sängerin Aglaja Orgeni und der Geigerin Bartha Haft führte sie im Jahr 1877 durch verschiedene bayerische Städte, wo sie mit eigenen Werken auftrat. Ab 1878 arbeitete Luise Adolpha Le Beau zudem als Kritikerin und schrieb Rezensionen u. a. für die Allgemeine deutsche Musikzeitung in Berlin.
Im selben Jahr gründete sie den „Privatmusikkurs für Musik und Theorie für Töchter gebildeter Stände“. Le Beau beschäftigte sich zusätzlich mit anderen Komponisten (Berlioz, Wagner, Chopin, Schumann) und nabelte sich immer mehr von Rheinberger ab, was letzten Endes zur Beendigung des Unterrichtsverhältnisses im Jahr 1880 führte. Im Sommer 1882 beendete sie die Partitur des Chorwerkes op. 27 Ruth – Biblische Szenen für Soli, Chor und Orchester. Der Verleger Christian Friedrich Kahnt aus Leipzig druckte dieses Chorwerk, das am 5. März 1883 in München uraufgeführt wurde.

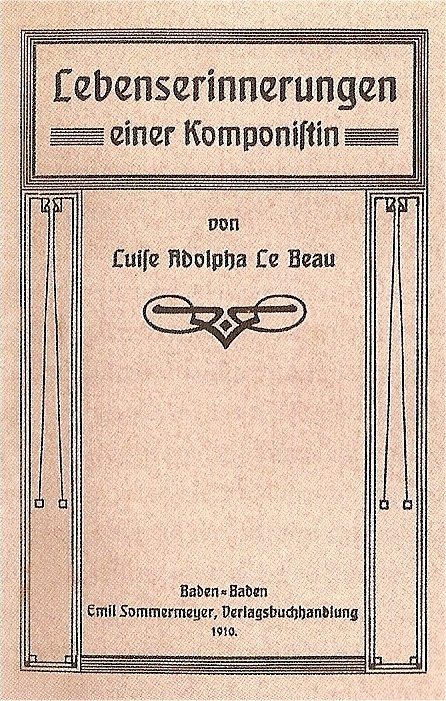
Luise Adolpha Le Beau, Lebenserinnerungen einer Komponistin, Baden-Baden 1910, originaler Umschlag

Im selben Jahr traf Le Beau Franz Liszt in Weimar und ihr Op. 28 Quartett für Klavier, Violine, Viola und Violoncello wurde im Gewandhaus in Leipzig uraufgeführt. 1884 lernte sie die Schriftstellerin Luise Hitz kennen, von der sie einige Gedichte vertonte, Hitz wiederum verfasste einen kurzen biografischen Artikel über Le Beau, der 1886 in der Neuen-Musikzeitung veröffentlicht wurde. Im selben Jahr trat sie eine Reise nach Salzburg und Wien an, wo sie die Bekanntschaft von Eduard Hanslick und Johannes Brahms machte. Außerdem wurde sie Außerordentliches Mitglied des Mozarteums in Salzburg.
Ihre Münchner Jahre bis 1885 waren ihre produktivsten und erfolgreichsten, viele ihrer Werke wurde aufgeführt und gedruckt sowie lobend in der Presse besprochen. Unter anderem gewann sie den ersten Preis für ihre Cellosonate op. 17 bei einem Kompositionswettbewerb. Zum Abschluss ihrer Münchner Zeit komponierte sie das Streichquartett op. 34 g-Moll, „in dem sich ein ausführliches Programm und eine sehr dichte zyklische Form verbinden“. Ein Werk, das ganz im Zeichen der „Münchner Schule“ entstand. 
1885 zog die Familie nach Wiesbaden um. Auch hier wurden einige von Le Beaus Werken aufgeführt. Neben dem Komponieren unterrichtete sie Musiktheorie und Gesang. Hier entstand neben kleineren Werken ihr großes Oratorium op. 40 Hadumoth nach Szenen aus Victor Scheffels gleichnamigen Roman sowie das Konzert für Klavier und Orchesterbegleitung op. 37. Ihr Klavierquartett op. 28 wurde 1889 in Sydney in einem reinen Frauenprogramm bei The Women Exhibition aufgeführt und in Konstantinopel ihr Chorwerk Ruth op. 27. 
Ein erneuter Umzug der Familie erfolgte im Jahre 1890 nach Berlin. Le Beau profitierte von den guten Studienmöglichkeiten in der Königlichen Bibliothek (heute Staatsbibliothek Berlin), der sie später ihre Werke zur Aufbewahrung anvertraute. Sie betätigte sich außerdem intensiver mit musikwissenschaftlichen Studien: Sie recherchierte nach kompositorischen Vorgängerinnen und veröffentlichte 1890 ihren Aufsatz „Componistinnen des vorigen Jahrhunderts“ mit besonderem Fokus auf die Haydn-Zeitgenossin Marianna von Martines. In Berlin kam sie in Kontakt mit Georg Vierling, Woldemar Bargiel, Joseph Joachim und Philipp Spitta.
Ein letztes Mal zog die Familie im Jahr 1893 um und ließ sich wieder in Baden-Baden nieder, wo am 19. November im selben Jahr Hadumoth für Soli, Chor und Orchester op. 40 uraufgeführt wurde. Im Laufe der nächsten Jahre entstanden mehrere Werke, darunter die Sinfonie für großes Orchester op. 41, die 1895 in Baden-Baden uraufgeführt wurde. Ihr Vater Wilhelm verstarb 1896 an den Folgen eines Gehirnschlags und Le Beau lebte fortan mit ihrer pflegebedürftigen, fast blinden Mutter in Baden-Baden alleine. Im Sommer 1897 beendete Luise Adolpha Le Beau ihre Arbeit an der Partitur der sinfonischen Dichtung Hohenbaden op. 43, die am 25. Februar 1898 in einem Sinfoniekonzert in Baden-Baden unter der Leitung von Paul Hein uraufgeführt wurde. Ihre Mutter starb 1900.
Das letzte große Kammermusikwerk von Luise Adolpha Le Beau, das Streichquintett op. 54 wurde 1901 uraufgeführt, jedoch nicht verlegt. Im Jahre 1902 entstand ihre einzige Oper, die Märchenoper Der verzauberte Kalif op. 55, die sie ihren Eltern widmete. Das Libretto arbeitete sie selbst frei nach dem Märchen „Die Geschichte vom Kalif Storch“ von Wilhelm Hauff um. Le Beau hatte bereits mit Unterstützung der Großherzogin Luise von Baden die Zusage, dass die Oper im Großherzoglichen Hoftheater Karlsruhe zur Aufführung kommen sollte. Nach Intendantenwechsel stellten sich erneut Schwierigkeiten ein, und sie verlangte die Noten zurück. Weitere Kompositionen (Klavierstücke, Lieder, Chöre von op. 56 bis op. 65a) folgten in den kommenden Jahren.
Die Klaviermusik hat einen gewichtigen Anteil am kompositorischen Werk und zieht sich wie ein roter Faden durch das Schaffen der Komponistin und Pianistin: Fantasie-Stück op. 1/1, Concert-Etude op. 2, Original-Thema mit Variationen op. 3, Sonate op. 8, Acht Präludien op. 12, Improvisata op. 30, Ballade op. 47, Drei alte Tänze op. 48, Trauermarsch op. 53, Drei Klavierstücke op. 57, Barcarole op. 59, Im Walde op. 63, Abendklänge op. 64.
Auf einer Romreise lernte sie 1902 den Sänger Alfredo de Giorgio kennen. Auch in den Jahren 1906 bis 1910 machte sie immer wieder Sommerurlaub in Italien. Im Jahre 1910 schrieb sie ihre Autobiografie Lebenserinnerungen einer Komponistin.
Auch ihre letzten Jahre waren geprägt vom Reisen, Unterrichten, Komponieren und Konzertieren sowie dem Schreiben von Musikkritiken für das Badener Badeblatt.

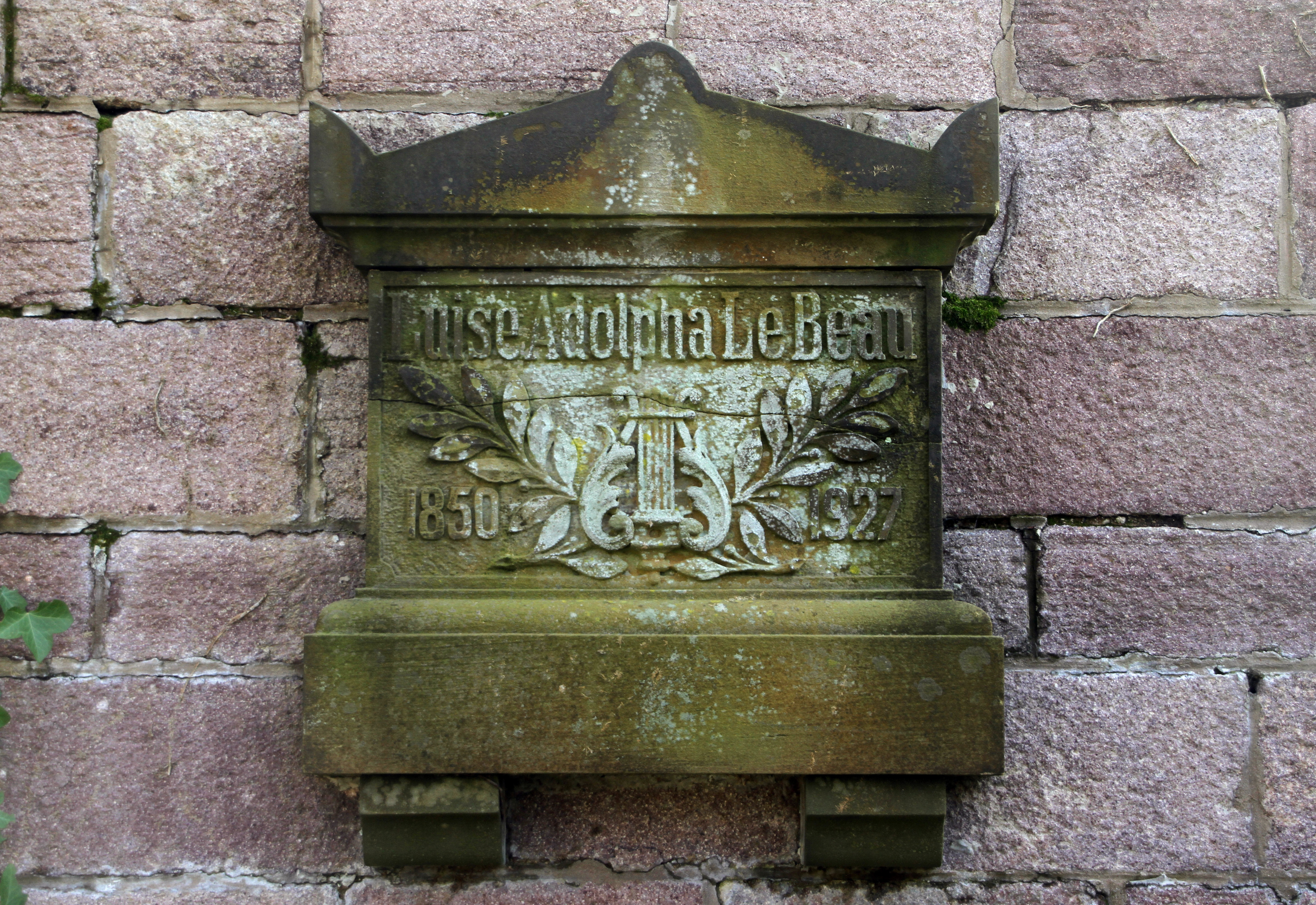
Grabdenkmal auf dem Hauptfriedhof Baden-Baden

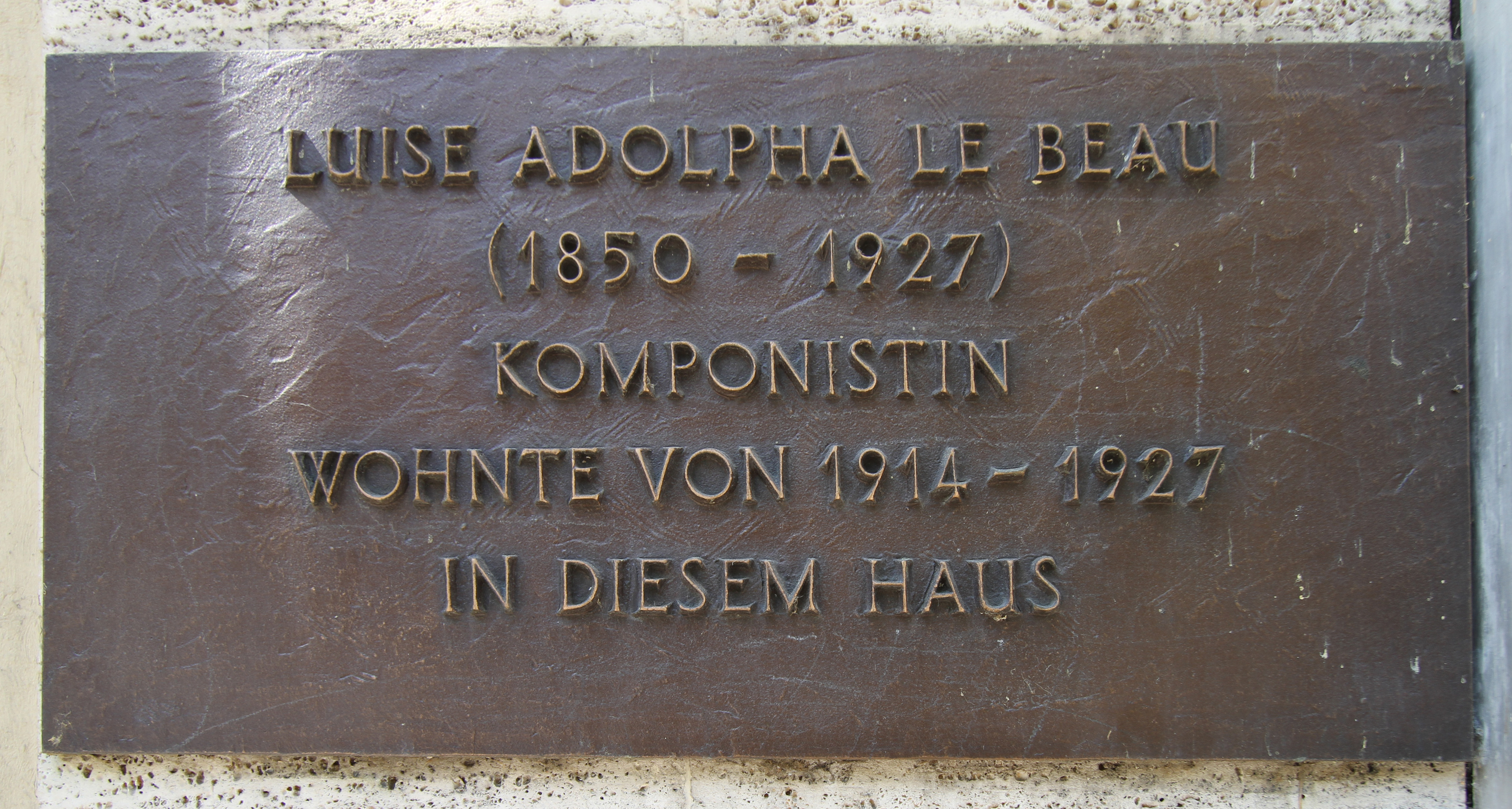
Gedenktafel für Luise Adolpha Le Beau in Baden-Baden

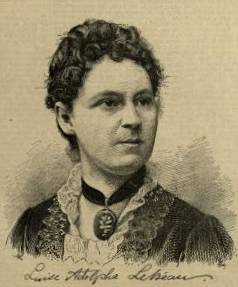
Luise Adolpha Le Beau (Neue Musik-Zeitung 1886 Nr. 5)

Am 17. Juli 1927 verstarb Luise Adolpha Le Beau im Alter von 77 Jahren in Baden-Baden. Sie wurde neben ihren Eltern auf dem Stadtfriedhof begraben. Zur Erinnerung an die Musikerin hat die Stadt Baden-Baden ihre Musikbücherei nach Luise Adolpha Le Beau benannt, und am 23. Juli 2004 wurde eine Gedenktafel in der Lichtentaler Straße 46 angebracht.

## Rezeption
„Eine Dame, Luise Adolpha le Beau, hat bei C. Luckhardt in Cassel „Zwei Duette“ für Sopranstimmen mit Clavierbegleitung als Op. 6 herausgegeben, welche vortrefflich zu Duett-Uebungen in Singstunden geeignet sind, weil die Stimmen durchweg natürlich im Ohr liegen und harmonisch wie rhythmisch einfach gehalten, zudem aber auch wohlklingend sind.“

„Sie wurde am 25. April 1850 zu Rastadt geboren, lebt in München als tüchtige Pianistin und geachtete Musiklehrerin, hat verschiedene Claviersachen, Lieder und Kammermusiktverke veröffentlicht, die von Talent zeugen. Ihre Lehrer waren: Mittermayr (Violine), Haizinger (Gesang) und Kalliwoda (Clavier) in Karlsruhe, sowie M. E. Sachs, Rheinberger und Lachner (Theorie und Composition) in München. Wir können auf Grund mündlicher Mittheilung noch hinzusetzen, daß sie später auch noch unter Liszt in Weimar studirt hat und jetzt in Wiesbaden lebt. Von ihm wird sie wohl die wir kungsvolle Instrumentation gelernt haben, deren sich ihre Ruth erfreut; wir heben hervor die Verwendung der Holzbläser und Hörner in Nr. 2 (Solo der Noemi) „da mir Alles ist verloren“ und am Schluß des Schnitterchors „Saget Dank Jehovah“, sowie die schöne Wirkung des vollen Orchesters im zweiten Verse des Chorals Nr. 3, nachdem der erste a capella gesungen worden. Luise Le Beau, in der sich uns ein schönes Talent offenbart, ist so verständig gewesen, von aller Himmelsstürmerei in der Form wie im Inhalt gänzlich abzusehen und sich auf die Entwickelung der Gaben zu beschränken, welche die Natur ihr freigebig bescheert hat: Wärme der Empfindung, Sinn für gefällige Melodie, Freude an schön klingenden Harmonien, ungekünstelten Fluß der Töne. Wir kennen außer den besten Werken von Heinrich Hofmann keine Composition der neuesten Zeit, in welcher das musikalische Causalitätsgesetz eine so gewichtige und wohlthuende Rolle spielte, wie in der „Ruth“. Man hat während des Hörens fortwährend das Gefühl: so muß sich der musikalische Gedanke entwickeln, anders wäre es unmöglich; oder, wie sich ein Hörer ausdrückte: man hat das Gefühl, daß man die Motive ebenso weiter führen würde, wenn man selbst componirte.“

„Die weiblichen Componisten haben noch immer stark mit Vorurtheilen gegen ihre schöpferische Befähigung zu kämpfen. Nachdem ich diese umfangreiche Vocalcomposition genannter Componistin, die sich bereits auf den mannigfachsten Gebieten des Musikschaffens in hervorragender Weise betheiligt hat, kennen gelernt habe, drängt sich mir die Ueberzeugung auf, daß Luise Adolpha Le Beau ein gutes Stück dazu beitragen wird, um das alteingewurzelte Vorurtheil gegen Tonschöpfungen aus Frauengeiste wirksam zu erschüttern.“

## Werkverzeichnis
- op. 1    Drei Klavierstücke (Bremen: Präger & Meier 1876)
- op. 2    Konzert-Etüde für Klavier (Bremen: Präger & Meier 1876)
- op. 3    Original-Thema mit Variationen für Klavier (Bremen: Luckhardt 1877)
- op. 4    5 Lieder für Mezzosopran mit Klavierbegleitung (Bremen: Luckhardt 1877)
- op. 5    4 Terzette für 3 Frauenstimmen mit oder ohne Begleitung (Bremen: Luckhardt 1877)
- op. 6    2 Duette für 2 Sopranstimmen mit Klavierbegleitung (Bremen: Luckhardt 1877)
- op. 7    5 Lieder für Sopran mit Klavier (Bremen: Luckhardt 1877)
- op. 8    Sonate für Klavier (Bremen: Luckhardt 1878)
- op. 9    5 Lieder für gemischten Chor (Köln: Tonger 1880)
- op. 10  Sonate für Klavier und Violine (Kassel und Leipzig: Voigt)
- op. 11  5 Lieder für eine Singstimme mit Klavierbegleitung (Berlin: Ries & Erler; Kassel: Voigt 1880)
- op. 12  8 Präludien für Klavier (Kassel: Voigt; Berlin: Ries & Erler)
- op. 13  5 leichte Stücke für Klavier und Violine (Köln: Tonger 1880; Leipzig: Rühle)
- op. 14  3 Lieder für Sopran mit Klavier (Berlin: Fürstner)
- op. 15  Trio für Klavier, Violine und Violoncello (Elberfeld: Küpper 1880)
- op. 16  2 Balladen für gemischten Chor mit Klavierbegleitung (Kassel: Voigt 1880)
- op. 17  Sonate für Violoncello und Klavier (Hamburg: Cranz)
- op. 18  Drei Lieder für mittlere Stimme mit Klavier (Musikbeilage zu Deutsche Kunst- und Musikzeitung, Jg. XIII, Nr. 26, S. 61–63)
- op. 19  4 Gesänge für Männerchor (Köln: Tonger 1883)
- op. 20  2 gemischte Chöre a cappella (Leipzig: Rühle; Troubadoura)
- op. 21  Form- und Fingerstudien. 6 Fugen für Klavier (Ms.). Hrsg. von Dieter Backes. Certosa Verlag, Körborn 2023, ISMN 979-0-50224-177-3 (Suche im DNB-Portal) (Erstveröffentlichung).
- op. 22  Im Sängersaal. Ballade für Bariton oder Alt mit Orchesterbegleitung (Ms.)
- op. 23  Konzertouvertüre für großes Orchester (Ms.)
- op. 24  4 Stücke für Violoncello mit Klavierbegleitung (Leipzig: Rieter-Bietermann 1882)
- op. 25  Fantasie für Klavier mir Orchester (Ms.)
- op. 26  3 Stücke für Viola mit Klavierbegleitung (Leipzig: Kahnt 1884)
- op. 27  Ruth. Biblische Scenen für Soli, gern. Chor und Orchester (Leipzig: Kahnt 1885)
- op. 28  Klavierquartett (Leipzig: Breitkopf & Härtel 1885)
- op. 29  2 Gesänge für eine tiefere Stimme mit Klavier (Ms.)
- op. 30  Improvisata, Klavierstudie für die linke Hand (Hamburg: Cranz 1885)
- op. 31  Romanze für Harfe (Ms.)
- op. 32  Gavotte für Klavier (Hamburg: Cranz 1885)
- op. 33  3 Lieder für eine höhere Singstimme mit Klavier (Darmstadt: Bölling 1905)
- op. 34  Streichquartett (Ms.)
- op. 35  Romanze für Violine mit Klavierbegleitung (Darmstadt: Bölling 1905; Köln: Tonger)
- op. 36  2 Männerchöre (Ms.)
- op. 37  Konzert für Klavier mit Orchesterbegleitung (Ms.)
- op. 38  Kanon für 2 Violinen mit Klavierbegleitung (Halle/S.: Michaelis 1905)
- op. 39  3 Lieder für eine Singstimme mit Klavier (Berlin: Raabe & Plothow 1905)
- op. 40  Hadumoth. Scenen aus Scheffels „Ekkebardt“ für Soli, Chor und Orchester (Selbstverlag 1893)
- op. 41  Sinfonie F-Dur für großes Orchester (Ms.)
- op. 42  2 Balladen für eine Singstimme mit Klavier (Ms.)
- op. 43  Hohen-Baden. Sinfonische Dichtung für Orchester (Ms.)
- op. 44  Elegie für Violine mit Klavierbegleitung (Leipzig: Schuberth jun. 1899/1905)
- op. 45  3 Lieder für eine Altstimme und Violine mit Klavierbegleitung (Leipzig: Kahnt 1905)
- op. 46  Sonate für Klavier und Violine Nr. 2 (Ms.)
- op. 47  Ballade für Klavier h-Moll (Ms.)
- op. 48  Tre danze antiche per pianoforte (Mailand: Ricordi)
- op. 49  Deutscher Reigen, Klavierstück (Ms.)
- op. 50  3 Duette für Sopran und Alt mit Klavierbegleitung (Ms.)
- op. 51  Miriams Lied für Solo und Frauen- oder Knabenchor mit Klavierbegleitung in der mixolydischen Tonart (Ms.)
- op. 52  8 Kinderlieder mit Klavierbegleitung (Ms.)
- op. 53  Trauermarsch für Klavier (Ms.)
- op. 54  Quintett für 2 Violinen, Viola und 2 Violoncelli (Ms.)
- op. 55  Der verzauberte Kalif. Märchenoper in drei Akten (Ms.)
- op. 56  2 Gesänge aus Urania von Tiedge für hohe Stimme mit Begleitung (Ms.)
- op. 57  Drei Klavierstücke (Etüde, Nokturne, Mazurka) (Ms.)
- op. 58  Tre melodie per canto (Ms.)
- op. 59  Barcarole für Klavier (Ms.)
- op. 60  2 Frauenchöre mit Klavierbegleitung (Ms.)
- op. 61  Vater unser für gemischten Chor a cappella (Baden-Baden: Sommermeyer 1927); Fassung für Altstimme mit Klavier (Ms.)
- op. 62  Der 100. Psalm für Sopran mit Klavier oder Orgel im alten Style (Ms.)
- op. 63   Im Walde, Klavierstück (Ms.)
- op. 64   Abendklänge, Klavierstück (Ms.)
- op. 65   Sanctus für vierstimmigen Frauenchor a cappella (Ms.)
- op. 65a 5 Stücke für Violine und Klavier (Ms.)
- (op. 80?)  24 Kadenzen in allen Dur- und Molltonarten mit kleinen Vorspielen (Hamburg: Cranz)
- o. op.   Gode Nacht von Storm für tiefe Stimme und Klavier (Ms.)
- o. op.   Der Einsiedler an die Nacht „Komm Trost der Welt“ (Troubadour Nr. 95, Leipzig: Rühle)
- o. op.   Der Rhein (Köln: Tonger)
- o. op.   Nebeltag „Nun weicht er nicht mehr“ für SATB (Troubadour, Nr. 109, Leipzig: Rühle)
- o. op.   Ständchen „Schon neigt sie sich zu süßer Ruh“ TTBB (Gut Sang! 2. Sammlung, Leipzig: Rühle)